# Cynthia Kenyon
Cynthia Jane Kenyon (* 21. února 1954 Chicago) je americká molekulární bioložka a biogerontoložka známá svým genetickým výzkumem stárnutí s využitím široce používaného modelového organismu Caenorhabditis elegans (Háďátko obecné).
Háďátko obecné žije v půdě po celém světě a je významným modelovým organismem, jehož výzkum započal v roce 1974. Tento druh se stal významným nástrojem molekulární a vývojové biologie. Jedná se rovněž o první mnohobuněčný organismus, u něhož byl osekvenován kompletní genom. Rovněž byl poprvé u tohoto druhu prezentován fenomén RNA interference. Tito tvorové také dokázali přežít havárii raketoplánu Columbia.
Je viceprezidentkou výzkumu stárnutí v Calico Research Labs a emeritní profesorkou biochemie a biofyziky na Kalifornské univerzitě v San Francisku (UCSF).

## Studia
- V roce 1976 Kenyon promovala v oboru chemie a biochemie na University of Georgia.
- V roce 1981 získala titul Ph.D. na Massachusetts Institute of Technology (MIT), což je soukromá výzkumná univerzita v Cambridge ve státě Massachusetts. Zde v laboratoři Grahama Walkera hledala geny na základě jejich aktivity a zjistila, že reparační geny DNA u bakterií Escherichia coli aktivují látky poškozující DNA hostitele.
- Poté absolvovala postdoktorské studium u laureáta Nobelovy ceny Sydney Brennera v MRC Laboratory of Molecular Biology v Cambridgi v Anglii, kde studovala vývoj červa Caenorhabditis elegans (Háďátko obecné).

## Kariera
- Od roku 1986 působí na University of California v San Franciscu (UCSF), kde zastávala funkci Herbert Boyer Distinguished Professor of Biochemistry and Biophysics a poté byla profesorkou American Cancer Society. Nyní zde zůstává jako emeritní profesor.
- V roce 1999 založila spolu s Leonardem Guarentem společnost Elixir Pharmaceuticals, která se snaží vyvinout léky zpomalující proces stárnutí lidí.
- V roce 2014 byla Kenyon jmenována viceprezidentkou pro výzkum stárnutí ve společnosti Calico, nové společnosti zaměřené na zdraví, pohodu a dlouhověkost. Již od listopadu 2013 zde působila jako poradkyně na částečný úvazek.

## Objevy

Hox geny octomilky. Jejich barva odpovídá části těla, které kódují.

### Hox geny
Její práce vedla k objevu, že Hox geny, o kterých bylo známo, že kódují tělesné segmenty u Drosophila (octomilka), kódují také tělo červa Caenorhabditis elegans (Háďátko obecné). Tato zjištění se ukázala platná i pro jiné organismy.
Hox geny určují oblasti tělesného plánu embrya podél osy hlava-ocas a Hox proteiny zajišťují, že se na správných místech těla tvoří správné struktury. Například Hox geny u hmyzu určují, které přívěsky se na základním segmentu tvoří (například nohy, tykadla a křídla u octomilek), u obratlovců určují typy a tvar obratlů, které se budou tvořit.

### Gen DAF-2 a DAF-16

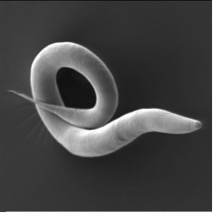
Caenorhabditis elegans

Stejně jako Kenyon se široce používaným modelovým organismem Caenorhabditis elegans (háďátko obecné) a jeho stárnutím zabývali  Michael Klass  a Thomas Johnson. Klass tvrdil, že délka života Caenorhabditis elegans může být změněna mutacemi a že  snížená spotřeba potravin (kalorické omezení) na něj nemá vliv. Johnson později dokázal, že 65 % prodloužení života bylo způsobeno mutací a 35 % kalorickým omezením.
V roce 1993 Kenyon objevila, že mutace jednoho genu DAF-2 může zdvojnásobit délku života Caenorhabditis elegans a že velký vliv má i druhá mutace v genu DAF-16. Zjištění Kenyon vedla k objevu, že evolučně konzervovaný hormonální signalizační systém ovlivňuje stárnutí nejen jednoduchých organismů, ale i složitějších organismů (například savců). To vyvolalo intenzivní studium molekulární biologie stárnutí (včetně prací Leonarda Guarenteho a Davida Sinclaira). V současnosti jsou geny DAF-2 a DAF-16 popsány takto:
- Gen DAF-2 kóduje receptor inzulinu u červa Caenorhabditis elegans. Je součástí první metabolické dráhy, která reguluje rychlost stárnutí. Dále reguluje reprodukční vývoj, odolnost vůči oxidačnímu stresu, termotoleranci, odolnost vůči hypoxii a odolnost vůči bakteriálním patogenům. Kenyon prokázala, že mutace v DAF-2 zdvojnásobují délku života červů.
- DAF-16 se také vyskytuje u červa Caenorhabditis elegans a je zodpovědný za aktivaci genů, které se podílejí na dlouhověkosti, lipogenezi, přežití tepelného šoku a oxidačního stresu. Chrání organismus během nedostatku potravy, což způsobuje, že se transformuje do hibernace (stav známý jako Dauer). Gen hraje významnou roli ve výzkumu dlouhověkosti a signální dráhy inzulínu.

## Osobní experimenty
Kenyon na základě svého výzkumu změnila i své stravování. V roce 2000 po zjištění, že cukr zkracuje významně životnost červů, přestala jíst sacharidy s vysokým glykemickým indexem a začala jíst nízkosacharidovou stravu. Krátce také experimentovala s dietou s omezením kalorií po dobu dvou dnů.

## Ocenění a vyznamenání
- 1997 člen Americké akademie umění a věd
- 2000 cena krále Faisala za medicínu
- 2003 člen Národní akademie věd Spojených států amerických
- 2003 prezident, Genetics Society of America
- 2004 cena Asociace amerických lékařských fakult za významný výzkum
- 2005 cena Ilse & Helmut Wachter za mimořádný vědecký úspěch
- 2006 cena La Fondation IPSEN za výzkum dlouhověkosti
- 2008 AARP Inspire Award
- 2011 cena Dana Davida za budoucnost – Stárnutí: Tváří v tvář výzvě
- 2021 Dicksonova cena v medicíně